# 尼克·坎斯羅
小尼可拉斯·查爾斯·坎斯羅（英語：Nicholas Charles Castle Jr.，1947年9月21日—）是一名美國男編劇、導演和演員。坎斯羅時常與導演約翰·卡本特合作，較著名的是在卡本特的電影《月光光心慌慌》（1978年）中飾演麥克·邁爾斯，以及與卡本特共同撰寫了《紐約大逃亡》（1981年）的劇本。
除了演員和編劇外，坎斯羅也是名導演，較著名的作品如電影《星際戰士》（1984年）、《屋頂男孩》（1986年）及《淘氣阿丹》（1993年）。

## 早期生活
坎斯羅出生於田纳西州金斯波特，他是演員米莉（Millie）和影視的編舞家老尼可拉斯·查爾斯·坎斯羅（Nicholas Charles Castle Sr.）的兒子。在孩童時期，坎斯羅常在父親的電影中擔任臨時演員。坎斯羅曾於南加州大學學習電影系相關科目，並曾在奧斯卡最佳實景短片獎得主的短片《布朗科比利的複活》（1970年）中擔任攝影指導。

## 外部連結
- 尼克·坎斯羅在互联网电影资料库（IMDb）上的資料（英文）